# Łęg wierzbowo-topolowy
Łęg wierzbowo-topolowy (Salici-Populetum) – starsze stadium rozwojowe łęgu wierzbowego, stosunkowo rzadkie. Znany także jako łęg topolowy.
Jest to las łęgowy, występujący przeważnie najbliżej wody. Drzewostan o bardzo nierównej linii koron złożony z takich gatunków jak: topola czarna (Populus nigra), topola biała (P. alba), wierzba krucha (Salix fragilis), wierzba biała (S. alba). 
Ponadto jest to las gęsto podszyty krzewami, m.in.: wierzba trójpręcikowa (Salix triandra), wierzba purpurowa (S. purpurea), dereń świdwa (Cornus sanguinea), czeremcha (Padus avium), dziki bez czarny (Sambucus nigra) i trzmielina pospolita (Euonymus europaeus).
Runo gęste i zróżnicowane na kilka warstw. Najwyższą warstwę tworzą: trybula leśna (Antriscus silvestris), bylica pospolita (zwyczajna) (Artemisia vulgaris), nawłoć kanadyjska (Solidago canadensis), nawłoć późna (S. serotina) oraz pokrzywa zwyczajna (Urtica dioica). W niższych warstwach występuje m.in.: kościenica wodna (Malachium aquaticum), gwiazdnica pospolita (Stelaria media) i jasnota plamista (Lamium maculatum) oraz pnącza: chmiel zwyczajny (Humulus lupulus), kielisznik zaroślowy (Calystegia sepium), wyżpin jagodowy (Cucubalus baccifer), psianka słodkogórz (Solanum dulcamara) i rdestówka zaroślowa (Fallopia dumetorum).
Często występują tam okazałe osobniki o wymiarach pomnikowych, na przykład Topola Kromnowska z Kromnowa w powiatu sochaczewskiego, to drzewo mające ponad 800 cm obwodu i 37 m wysokości.

## Literatura
- Zbigniew Podbielkowski: Roślinność kuli ziemskiej. Wydawnictwa szkolne i pedagogiczne, 1987. ISBN 83-02-03404-5. Brak numerów stron w książce
- Władysław Matuszkiewicz, Piotr Sikorski, Wojciech Szwed, Marek Wierzba: Zbiorowiska roślinne Polski:ilustrowany przewodnik. Lasy i zarośla. Warszawa: PWN, 2012. ISBN 978-83-01170-64-6. OCLC 899768413. Brak numerów stron w książce